# Rädsla urholkar själen
Rädsla urholkar själen (tyska: Angst essen Seele auf) är en västtysk dramafilm från 1974 i regi av Rainer Werner Fassbinder. Filmen handlar om rasism och utanförskap i det västtyska samhället efter andra världskriget. Den manlige huvudrollsinnehavaren El Hedi ben Salem och Fassbinder hade sedan 1971 ett romantiskt förhållande. Brigitte Mira belönades för sin insats med Tyska filmpriset för bästa kvinnliga huvudroll.
Filmen är till viss del en hyllning av Fassbinder till Douglas Sirks filmer Morgondagen är vår från 1955 och Den stora lögnen från 1959.

## Handling
Emmi Kurowski (Brigitte Mira) är en städerska i 60-årsåldern som finner kärleken i den runt 30-årige gästarbetaren Ali (El Hedi ben Salem) från Marocko. I filmen får man följa omgivningens reaktioner på deras relation.

## Rollista
- Brigitte Mira – Emmi Kurowski
- El Hedi ben Salem – Ali
- Barbara Valentin – Barbara
- Irm Hermann – Krista
- Rainer Werner Fassbinder – Eugen, Kristas man
- Karl Scheydt – Albert Kurowski
- Marquard Bohm – Herr Gruber
- Elma Karlowa – Frau Kargus
- Walter Sedlmayr – Angermayer, specerihandlare
- Doris Mathes – Frau Angermeyer
- Lilo Pempeit – Frau Münchmeyer
- Gusti Kreissl – Paula
- Margit Symo – Hedwig
- Elisabeth Bertram – Frieda
- Helga Ballhaus – Yolanda
- Elma Karlowa – Frau Kargus
- Anita Bucher – Frau Ellis
- Katharina Herberg – Flickan i baren